# 图像浏览器
图像浏览器是一种可以显示存储的图形图像的计算机程序。这类软件支持各种图像文件格式，通常依照色彩深度，显示分辨率，颜色配置等显示特性来重现图像。 
尽管可以使用功能齐全的位图图像编辑器（如Photoshop或GIMP）作为图像查看器，但这些编辑器具有图像只是查看不需要的许多编辑功能，因此通常启动较慢。而且，大多数查看器具有编辑器通常缺乏的功能，如浏览目录中的所有图像(可能以幻灯片放映方式)。
图像查看器通过直接显示硬盘上可用的目录结构为用户提供最大灵活性。大多数图像查看器不提供任何自动组织图片的功能，因此保持文件夹结构(使用标签或文件夹方法)的任务仍然由用户承担。然而，一些图像查看器也具有组织图像的功能，特别是图像数据库，因此也可用作图像组织器。
某些图像查看器，如Windows操作系统自带的Windows照片查看器，在旋转JPEG图像时会改变图像，从而导致图像质量下降。而其他查看器提供无损旋转。

## 功能

### 典型功能
- 基本的查看操作，如缩放和旋转
- 全屏显示
- 幻灯片放映
- 缩略图显示
- 打印
- 屏幕截图
- 照片编辑器(如果安装的话)
- 跳转到文件夹中的随机文件以方便搜索

### 高级功能
- 预先解码下一张图像，并将之前解码的图像保留在内存中，实现快速切换图像
- 显示(和编辑)元数据，如XMP、IPTC信息交换模型和Exchangeable Image File Format
- 批量转换(图像格式、图像尺寸等)和重命名
- 创建联系表
- 创建HTML缩略图页面
- 为幻灯片放映提供不同的转场效果

## 常见的图像浏览器

### Windows
- Windows Explorer - 带有基本的内建图像浏览功能的文件浏览器。
- Windows Picture and Fax Viewer
- ACDSee、XnView、IrfanView、FastStone Image Viewer、FastPictureViewer、光影看看
- Imagine

### 类UNIX
- XnView， xv， Kuickshow， GThumb